# Kazimierz Władysław Sapieha
Pour les articles homonymes, voir Kazimierz Sapieha et Sapieha.
Kazimierz Władysław Sapieha (né en 1650 – mort le 29 avril 1703, membre de la noble famille Sapieha, staroste de Brest (1680-1697), grand trésorier et pannetier de Lituanie (1686), castellan de Trakai (1689), voïvode de Trakai (1697)

## Biographie
Kazimierz Władysław Sapieha est le fils de Jan Fryderyk Sapieha (1618-1664) et de Konstancja Herburt.

## Sources
- Notices d'autorité :   - VIAF
  - Pologne

- (pl) Cet article est partiellement ou en totalité issu de l’article de Wikipédia en polonais intitulé « Kazimierz Władysław » (voir la liste des auteurs).